# Redbridge (borgo di Londra)
Il London Borough of Redbridge (Borgo londinese di Redbridge, in italiano) è un borgo di Londra che si trova nella parte nord-orientale della città, nell'Outer London. La sede amministrativa è presso il municipio di Redbridge (Redbridge Town Hall), a Ilford.
Il borgo è conosciuto per i suoi parchi e spazi aperti vincitori di premi, l'eccellente sistema di trasporto e le prospere aree commerciali.
A Rebridge risiede una varia e vivace popolazione di più di 250 000 abitanti; nel borgo, questa diversità si riflette nell'ampia gamma di ristoranti, aree per lo shopping e per lo svago, inclusa una vibrante economia notturna.

## Geografia fisica

### Quartieri e località
Il borgo è formato dalle seguenti località e quartieri:
- Aldborough Hatch
- Aldersbrook
- Barkingside
- Chadwell Heath
- Clayhall
- Cranbrook
- Fullwell Cross
- Gants Hill
- Goodmayes
- Grange Hill
- Hainault
- Ilford (che è il capoluogo del borgo)
- Loxford
- Newbury Park
- Redbridge
- Seven Kings
- Snaresbrook
- South Woodford
- Wanstead
- Woodford
- Woodford Bridge
- Woodford Green

## Origini del nome
Il nome deriva da un ponte sul fiume Roding, demolito nel 1921. Il ponte, precedentemente conosciuto come Hocklee's Bridge, era fatto di mattoni rossi, differentemente da altri ponti nell'area, costruiti in pietra bianca. Il nome era stato precedentemente utilizzato in riferimento all'area di Redbridge e alla stazione della metropolitana di Redbridge, aperta nel 1947.

## Storia
Redbridge fu formato nel 1965 dalla fusione di quattro differenti aree, precedentemente parte dell'Essex:
| Precedenti distretti locali                                                              | Popolazione (1961) |
| ---------------------------------------------------------------------------------------- | ------------------ |
| Borgo metropolitano di Ilford                                                            | 178 024            |
| Borgo metropolitano di Wanstead e Woodford                                               | 61 416             |
| la parte settentrionale del Borgo municipale di Dagenham (nella zona intorno a Hog Hill) | 3 569              |
| la zona sud-orientale del Distretto urbano di Chigwell (intorno a Hainault)              | 7 071              |

## Società

### Evoluzione demografica
dal 1951 al 2011

### Composizione etnica

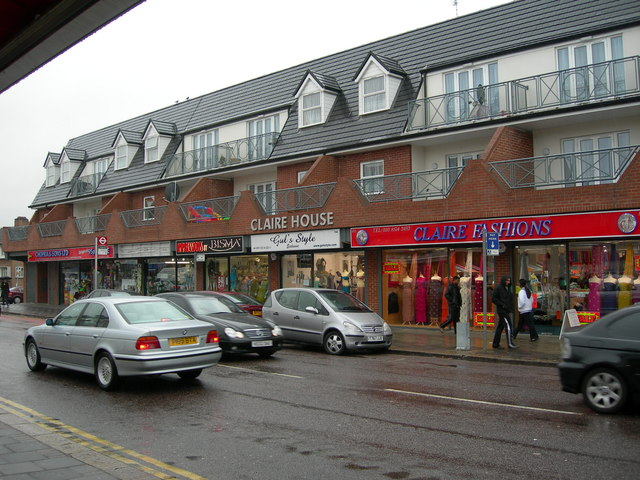
Negozi lungo Ilford Lane. Questa strada riflette il carattere multiculturale di Redbridge con negozi che vedono merci provenienti da ogni angolo del globo.

Redbridge è un borgo etnicamente vario. Comunque, esiste una netta differenza tra l'area settentrionale e meridionale del borgo: mentre l'area meridionale, compreso, quindi, il quartiere di Ilford, ha una molto alta popolazione straniera e non-britannica, l'area settentrionale è, sostanzialmente, l'opposto.
L'area di Clementswood, compresa tra Ilford High Road e l'area a est di Ilford Lane, ha una popolazione che si descrive come "bianca britannica" del 9,4%, secondo il censimento del 2011. Questo dato è seguito strettamente da quello di Loxford, ossia l'area a sud del centro di Ilford, con una popolazione "bianca britannica" di 10,2%. Il terzo e il quarto quartiere con la minore popolazione "bianca britannica" sono Valentines, cioè l'area a nord della stazione di Ilford e a sud del Valentines Park, (14,2%), e Newbury, ossia l'area compresa tra Newbury Park e Seven Kings, (15,6%). Secondo il censimento del 2011, nel borgo di Redbridge, la popolazione "bianca britannica" è scesa del 29,8% rispetto al censimento precedente, la quarta più alta perdita dell'intero Regno Unito, preceduto solo dal borgo di Barking e Dagenham, dal borgo di Newham e da Slough.
Secondo il censimento del 2011, l'area di Monkhams, la zona compresa tra Woodford e Buckhurst Hill, ha la più ampia popolazione "bianca britannica" (89,1%), seguita dall'area di Hainaut (88,6%), Bridge (85,6%), Church End (85,1%) e Fairlop (84,1%).
L'etnia indiana è la più numerosa minoranza etnica del borgo, e oltre un quarto della popolazione in Seven Kings, Goodmayes e Clementswood si dichiara di tale etnia, nel censimento del 2011.

## Infrastrutture e trasporti

### Ferrovie
| Percorso                                                  | Frequenza       |
| --------------------------------------------------------- | --------------- |
| Servizi di Greater Anglia da Liverpool Street a Shenfield | 6 treni per ora |

| Stazione       | Immagine | Apertura | Note                                                                            |
| -------------- | -------- | -------- | ------------------------------------------------------------------------------- |
| Ilford         |          | 1839     |                                                                                 |
| Seven Kings    |          | 1899     |                                                                                 |
| Goodmayes      |          | 1901     |                                                                                 |
| Chadwell Heath |          | 1864     | si trova sul confine tra il borgo di Redbridge e il borgo di Barking e Dagenham |

Le stazioni di Seven Kings, Goodmayes e Chadwell Heath saranno servite dalla futura Crossrail: pertanto, gli attuali servizi di Greater Anglia verranno sospesi. Nella sola stazione di Ilford i servizi di Greater Anglia continueranno assieme ai futuri servizi della Crossrail.

### Metropolitana
- Linea Central, diramazione di Epping:

| Stazione       | Immagine | Apertura | Note                                                            |
| -------------- | -------- | -------- | --------------------------------------------------------------- |
| Snaresbrook    |          | 1947     |                                                                 |
| South Woodford |          | 1947     | Aperta come "South Woodford (George Lane)"; rinominata nel 1947 |
| Woodford       |          | 1947     | Capolinea della diramazione di Hainault                         |

- Linea Central, diramazione di Hainault:

| Stazione     | Immagine | Apertura | Note                                                                           |
| ------------ | -------- | -------- | ------------------------------------------------------------------------------ |
| Wanstead     |          | 1947     |                                                                                |
| Redbridge    |          | 1947     |                                                                                |
| Gants Hill   |          | 1947     |                                                                                |
| Newbury Park |          | 1947     |                                                                                |
| Barkingside  |          | 1948     |                                                                                |
| Fairlop      |          | 1948     |                                                                                |
| Hainault     |          | 1948     |                                                                                |
| Grange Hill  |          | 1948     | si trova sul confine tra il borgo di Redbridge e il distretto di Epping Forest |

### Autobus
Numerose linee di autobus servono l'intero borgo. Queste linee sono:
| 5: Canning Town - Romford Market 20: Debden - Walthamstow Central 25 (h24): Oxford Circus - Ilford 62: Barking, Gascoigne Estate - Marks Gate 66: Leytonstone - Romford Station 86: Stratford - Romford Station 101: Wanstead - Gallions Reach, Shopping Park 123: Ilford - Wood Green 128 (h24): Claybury Broadway - Romford Station 145: Dagenham, Asda - Leytonstone 147: Ilford - Prince Regent 150: Becontree Heath - Chigwell Row | 167: Debden - Ilford 169: Barking - Clayhall 173: Beckton - King George Hospital 179: Chingford - Ilford 247: Barkingside Station - Romford Station 275: Barkingside, Tesco - St. James' Street 296: Ilford Broadway - Romford Station 308: Wanstead - Clapton Park, Millfields 362: Grange Hill - King George Hospital 364: Ilford - Dagenham East 366: Beckton - Redbridge 368: Chadwell Heath - Barking, Harts Lane | 396: Ilford Broadway - King George Hospital 387: Barking Reach - Little Heath 397: Debden - Chingford 462: Hainault, The Lowe - Ilford 549: Loughton - South Woodford EL1 (h24): Ilford Station - Barking, Thames View Estate EL2: Ilford Station - Dagenham Dock W12: Walthamstow, Coppermill Lane - Wanstead W13: Leytonstone - Woodford Wells W14: Leyton, Superstore - Woodford Bridge W19: Ilford - Walthamstow, Argell Avenue |

Durante gli orari notturni, oltre alle linee h24, alcune linee notturne servono il borgo; queste sono: la N8, la N15, la N55 e la N86.

### Spostamenti dei residenti
Un'indagine del marzo del 2011 ha rivelato che i principali mezzi di trasporto che i residenti del borgo londinese di Redbridge utilizzavano per recarsi sui propri luoghi di lavoro erano: con un veicolo proprio (automobile o furgone) il 23,5% della popolazione tra i 16 e i 74 anni; con metropolitana o tram il 6,2%; con treni il 6,2%; con autobus, minibus o pullman il 4,6%; a piedi il 3,7%; come passeggero in auto o furgone l'1,5%. Il rimanente 2,6% della popolazione lavora a o da casa.

## Amministrazione
|      | Maggioranza complessiva         | Conservatore | Laburista | Liberal Democratici | Altri |
| 2014 | Laburista                       | 25           | 35        | 3                   |       |
| 2012 | Nessuna maggioranza complessiva | 29           | 25        | 7                   | 2     |
| 2010 | Nessuna maggioranza complessiva | 30           | 25        | 7                   |       |
| 2009 | Nessuna maggioranza complessiva | 31           | 14        | 13                  | 5     |
| 2006 | Conservatore                    | 33           | 18        | 10                  | 2     |
| 2002 | Conservatore                    | 33           | 21        | 9                   |       |
| 1998 | Nessuna maggioranza complessiva | 23           | 28        | 9                   | 2     |
| 1994 | Nessuna maggioranza complessiva | 23           | 30        | 9                   |       |
| 1990 | Conservatore                    | 42           | 18        | 3                   |       |
| 1986 | Conservatore                    | 45           | 17        | 1                   |       |
| 1982 | Conservatore                    | 51           | 12        |                     |       |
| 1978 | Conservatore                    | 50           | 13        |                     |       |
| 1974 | Conservatore                    | 45           | 15        |                     |       |
| 1971 | Conservatore                    | 42           | 18        |                     |       |
| 1968 | Conservatore                    | 55           | 5         |                     |       |
| 1964 | Conservatore                    | 45           | 15        |                     |       |

### Gemellaggi
Il borgo londinese di Redbridge ha stretto accordi di gemellaggio formali con:
- Alta Normandia
- Chatsworth (Durban)